# 时代邮刊
《时代邮刊》创刊于1999年，是中国大陆社会科学类半月刊，编辑部位于湖南省长沙市。此刊物由中国邮政集团公司湖南省分公司主办。
《时代邮刊》在2018年被中华人民共和国国家新闻出版广电总局新闻报刊司评为2017年全国“百强报刊”。